# لوئیسا گونزالس
لوئیسا ماگدالنا گونزالس آلسیوار (انگلیسی: Luisa González) (زاده ۲۲ نوامبر ۱۹۷۷) یک سیاستمدار و وکیل اهل اکوادور است که نامزد ریاست جمهوری اکوادور در انتخابات عمومی ۲۰۲۳ است. وی در انتخابات مجلس شورای ملی در سال ۲۰۲۱ به نمایندگی از استان منابی انتخاب شد.
گونزالس از سال ۲۰۰۷ تا ۲۰۱۷ میلادی در سمت‌های مختلفی در دولت رافائل کورئا خدمت کرد. او قبل از ورود به سیاست به عنوان وکیل عمومی اکوادور در اسپانیا کار می‌کرد و برای مدت کوتاهی از ژانویه تا مه ۲۰۱۷ وزیر مدیریت دولتی در کابینه دولت رافائل کورئا بود. او همچنین سمت‌های مختلفی را در وزارت گردشگری در دولت کورئا داشت.
در ژوئن ۲۰۲۳، گونزالس نامزدی خود را برای ریاست جمهوری در انتخابات ۲۰۲۳ اعلام کرد. این در حالی بود که یک ماه تا پایان دوره تصدی او در مجلس ملی باقی بود و رئیس‌جمهور وقت، گیلرمو لاسو، با اقدامی نامعمول منجر به بحران سیاسی در این کشور شده بود.